# Frigörande andning
Frigörande andning är en alternativmedicinsk behandling som baseras på en andningsteknik som påstås lösgöra spänningar i kroppen och därmed frigöra energi.
Tekniken innefattar olika komponenter. Andningen är cirkulär, det vill säga utandningen följer direkt på avslutad inandning och inandningen följer direkt på avslutad utandning.

## Historia
Tekniken utvecklades av Leonard Orr och började spridas under det tidiga 1970-talet. Den kallades då för Rebirthing, en benämning som fortfarande ses användas även om många andra namn numera är i bruk. 
Namnet Rebirthing användes av Leonard Orr och hans följeslagare och blev början till boken Rebirthing in the New Age vilken Orr skrev tillsammans med Sondra Ray. 
När Orr började experimentera med andningstekniken, noterade han att han ofta att han fick upp minnen från sin födelse. Han utgick från att han genom att återuppleva sin födelse så fick han också möjlighet att läka sitt födelsetrauma. 
Även om han vid den tiden var omedveten om hur man utövar t.ex. kriya yoga och pranayama, fortsatte Orr att utveckla andningstekniken och upptäckte då att förändringar i andningen ledde till förbättrad hälsa, mental klarhet och känslomässigt välbefinnande.
Olika varianter av tekniken har senare uppstått, bland annat Vivation, Breath Integration och Conscious Connected Breathing.
I Sverige började tekniken användas på allvar från 1980, och då under namnet Frigörande Andning som lanserades av Bo Wahlström. Därefter startade han 1986 Andninspedagogutbildningen tillsammans med Lena Kristina Tuulse. Utbildningen har pågått sedan dess och Frigörande Andning används nu komplementärt även av läkare och sjuksköterskor.

## Antaganden och synsätt
Andningspedagoger anser att människor har även ett cellminne som gör det är möjligt att komma ihåg aspekter av födelsen och tidig barndom och att det går att förlösa känslor som är kopplade till dessa perioder genom medveten kopplad andning.

### Böcker på svenska
- Minett, Gunnel. Livets källa - om andningens kraft och förmåga att läka. Orsa: Energica Förlag, 2003
- Minett, Gunnel. Andningen som helande kraft. Orsa: Energica Förlag, 1994
- Tuulse, Lena-Kristina. Livslust - vägen till livet och kärleken. Orsa: Energica Förlag, 2003
- Valfridsson, Inga-Lill. Lär dig andas -andningsmetoder för hälsa, personlig utveckling och ökat välbefinnande. Forum, 2004.
- Valfridsson, Inga–Lill. Mod att möta förändringar – inspiration, kunskap, vägledning. Stockholm: Natur och Kultur, 2001

### Böcker på engelska
- Devapath: The power of Breath, 2010
- Dowling, Catherine: Rebirthing and Breathwork: A Powerful Technique for Personal Transformation. Piatkus, UK, 2000.
- Jones, Eve: An Introduction to Rebirthing for Health Professionals, Life Unlimited Books, Los Angeles, CA, 1982.
- Leonard, Jim, and Laut, Phil: Rebirthing - The Science of Enjoying All of Your Life, Trinity Publication, California, 1983.
- Orr, Leonard, and Ray, Sondra: Rebirthing in the New Age, Celestial Arts, California, 1977.
- Sisson, Colin P.: Rebirthing Made Easy, Hay House, California, 1987.